# Gem Archer
Pour les articles homonymes, voir Archer (homonymie).
Colin Murray Archer est un guitariste né le 7 décembre 1966 dans le comté de Durham (Angleterre, Royaume-Uni). Il doit son surnom de Gem à Archie Gemill, un footballeur écossais des années 1970. Après avoir fait partie du groupe Heavy Stereo, il est membre du célèbre groupe de rock britannique Oasis de 1999 à la séparation du groupe en 2009. Après avoir accompagné Liam Gallagher dans le groupe Beady Eye de 2009 à 2014, il rejoint Noel Gallagher dans son groupe Noel Gallagher's High Flying Birds en 2017.   

## Biographie
La carrière musicale de Gem commence réellement lors de la signature de son groupe Heavy Stereo chez Creation Records, le label d'Oasis. Il chante, écrit, produit et joue de la guitare dans ce groupe. Les principaux faits d'armes d'Heavy Stereo sont d'avoir ouvert pour Oasis en 1996 à Dublin et la présence de la reprise de The Gift sur le disque hommage à The Jam, Fire & Skill.
Il rejoint Oasis en 1999 pour pallier le départ de Paul « Bonehead » Arthurs. Son arrivée se produit après les sessions d'enregistrement du quatrième album du groupe, Standing on the Shoulder of Giants. Il n'apparaît donc pas sur l'album mais fait partie du groupe pour la tournée qui s'ensuit, le Standing on the Shoulder of Giants Tour. Gem prend très vite une grande importance puisqu'il a écrit plusieurs morceaux pour le groupe, dont Hung In A Bad Place (présentée dès octobre 2001 lors de la tournée Ten Years of Noise and Confusion) pour Heathen Chemistry, A Bell Will Ring (présentée à Glastonbury 2004) figurant sur l'album Don't Believe the Truth et To Be Where There's Life sur l'album Dig Out Your Soul, qui est jouée sur scène lors de la tournée promotionnelle de l'album et dont une ligne du morceau lui donne son titre. 
Après la séparation d'Oasis en 2009 au festival Rock en Seine, un nouveau groupe sans Noel Gallagher est créé : Beady Eye, formé de Gem Archer, Liam Gallagher, Andy Bell et Chris Sharrock.
Beady Eye s'étant séparé en 2014, Noel Gallagher annonce en 2017 l'arrivée de Gem Archer au sein de son groupe: Noel Gallagher's High Flying Birds. Il fait partie de la tournée de reformation d'Oasis à partir de l'été 2025.
En plus de la guitare, il chante et joue également du piano et de l'harmonica.